# Le prophète
Le prophète (deutsch: Der Prophet) ist eine Grand opéra in fünf Akten von Giacomo Meyerbeer. Das Libretto entstand in Zusammenarbeit von Eugène Scribe und Émile Deschamps.
Die Uraufführung fand am 16. April 1849 in der Pariser Oper statt. Die deutsche Erstaufführung in der Übersetzung von Ludwig Rellstab war 1850 in Hamburg.

## Handlung
Hintergrund der Oper ist die Geschichte des Täuferreichs von Münster und des von den Täufern zum König gekrönten Jan van Leiden (Jean de Leyde). Die Protagonisten der Oper sind zum Großteil eine Erfindung der Librettisten und mit Ausnahme von Jan van Leiden und Jan Matthys (Mathisen) nicht historisch belegt. Jan van Leidens Mutter, eine der Hauptfiguren der Oper, war nicht Fidès, sondern Alit Bockel, die bereits 1521 starb. Jan Matthys, der Jan van Leiden getauft und als „Apostel“ nach Münster gesandt hatte, wurde im April 1534, als er unbewaffnet aus Münster ritt, von Landsknechten zerhackt. Eine historische Tatsache, die auch in der Oper behandelt wird, ist, dass sich Jan van Leiden im September 1534 zum „König Johannes I.“ ausrufen ließ.
Das theatralische Ende der Oper, mit dem Brand und Einsturz des Schlosses von Münster, ist eine freie Erfindung. Tatsächlich endete das Täuferreich von Münster in der Nacht vom 24. auf den 25. Juni 1535, als Truppen Franz von Waldecks, des Bischofs von Münster, und des Landgrafen Philipp von Hessen Münster einnahmen. Die führenden Täufer Jan van Leiden, Bernd Knipperdolling und Bernd Krechting wurden am 22. Januar 1536 qualvoll hingerichtet und ihre Leichen in eisernen Käfigen am Turm von St. Lamberti aufgehängt und zur Schau gestellt.

### Erster Akt
Holländische Landschaft bei Dordrecht an der Maas
Die Leibeigene Berthe ist mit Jean de Leyde verlobt, kann ihn jedoch nicht ohne Einwilligung ihres Oberherrn, des Comte d’Oberthal, heiraten. Zusammen mit Jeans Mutter Fidès bricht sie zur Burg des Grafen auf. Dabei begegnen sie einer Gruppe von drei schwarz gekleideten Wiedertäufern, die einen lateinischen Psalm singen: „Ad nos, ad salutarem undam.“ Die sektierenden Prediger Zacharie, Jonas und Mathisen rufen die anwesenden Bauern zum Aufstand auf, um sich aus Sklaverei, Leibeigenschaft und Frondienst zu befreien. Die Bauern bewaffnen sich, um die Burg zu erstürmen. Der Comte d’Oberthal tritt mit seinem Gefolge aus dem Burgtor und lässt die Prediger von seinen Soldaten abführen. Fidès und Berthe bitten um die Genehmigung einer Heirat Berthes mit Jean. Diese verweigert der Graf und lässt Mutter und Tochter in seine Burg verschleppen. Die erschreckten Bauern ziehen sich zurück. Hinter den Kulissen singen die drei Wiedertäufer erneut ihren Psalm. Als die Bauern ihn hören, laufen sie den Sektierern entgegen. Diese segnen das Volk und machen Drohgebärden in Richtung der Burg.

### Zweiter Akt
Das Wirtshaus von Jean de Leyde und seiner Mutter in der Nähe von Leiden
Die Täufer Jonas, Zacharie und Mathisen, die in dem Gasthaus eingekehrt sind, glauben angesichts von Jean, dass er einem Bildnis von König David aus Münster ähnelt. Da ihnen eine Galionsfigur, im Libretto apôtre (Apostel) genannt, fehlt, versuchen sie Jean zu überreden, mit ihnen gegen Münster zu ziehen. Jean, der in der Nacht davor einen Alptraum hatte, in dem er seine künftige Rolle als blutbefleckter König voraussah, erzählt von seinem Traum und verneint. Sein einziger Wunsch ist, Berthe zu heiraten und mit ihr zusammenzuleben.
Plötzlich tritt Berthe auf. Sie konnte aus Oberthals Gefangenschaft fliehen, doch dieser setzt ihr nach. Nachdem es Jean gelungen ist, sie zu verstecken, betritt Oberthal die Bühne und verlangt Berthes Auslieferung. Andernfalls werde er Jeans Mutter Fidès, die von seinen Soldaten herbeigeschleppt wird, vor seinen Augen töten. Nach vergeblichen Bitten zerrt Jean seine entsetzte Braut aus dem Versteck, um seine Mutter zu retten. Oberthal gibt Fidès frei, und die Soldaten schleppen Berthe fort. In seiner Verzweiflung schließt sich Jean den drei Täufern an.

### Dritter Akt

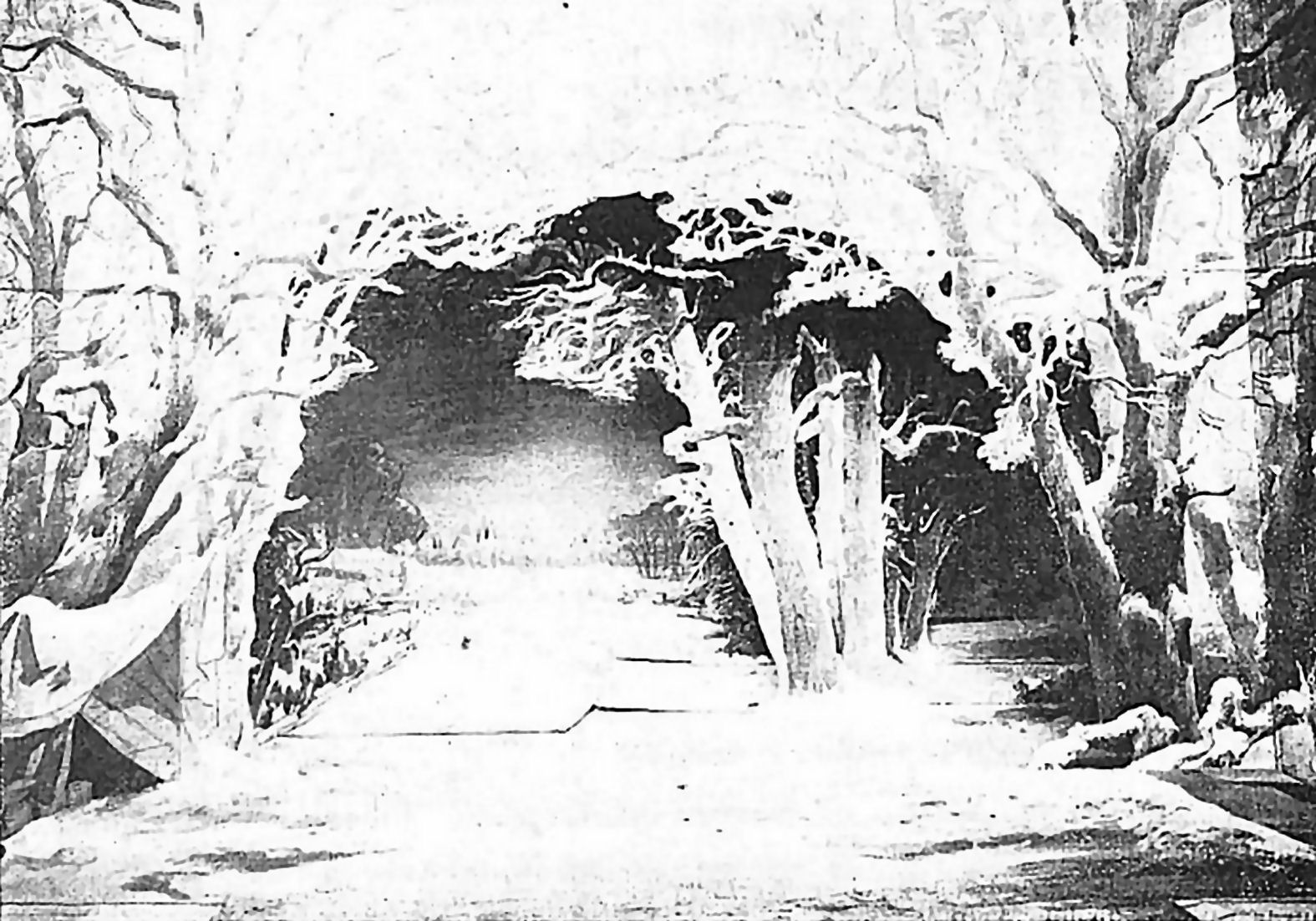
Entwurf des Szenenbilds des dritten Aktes von Edouard Despléchin 1849

Erstes Bild. Lager der Wiedertäufer an einem zugefrorenen See in der Nähe von Münster
Die Soldaten der Wiedertäufer schleppen nach ersten kriegerischen Erfolgen einige gefangene Adelige herbei. Ein Chor der Wiedertäufer verlangt nach einem Blutbad (« Du sang ! du sang ! »), doch Mathisen will die Adeligen stattdessen gegen Lösegeld freilassen. Zacharie glaubt bereits, dass die Gegner besiegt sind. Einige Bäuerinnen und Bauern kommen mit Pferdeschlitten, andere auf Schlittschuhen über den See, um den Täufern Waren zu verkaufen. Es folgt eine etwa 16-minütige Balletteinlage Les Patineurs mit folgenden Teilen:
- Valse
- Pas de Redowa (ein ursprünglich tschechischer Volkstanz im 3/4-Takt)[1]
- Quadrille
- Galop

Zweites Bild. Zacharies Zelt im Lager der Wiedertäufer
Comte d’Oberthal wurde von Jonas als verirrter Wanderer aufgegriffen. Zum Schein schließt sich Oberthal den Wiedertäufern an und schwört, die Bauern zu schonen, Klöster niederzubrennen, die Adeligen aufzuhängen, als guter Christ zu leben und bei der Einnahme von Münster zu helfen. Ebenso schwört er nach langem Drängen, Oberthal zu ergreifen und aufzuhängen. Als Zacharie und Jonas ein Feuer entzünden, erkennen sie Oberthal und verlangen seinen Tod.
Jean sieht seine Aufgabe beendet und will seine Mutter wiedersehen. In einem Gespräch mit Oberthal erfährt er, dass Berthe aus der Burg Oberthals fliehen konnte und sich in Münster aufhalten soll. Er befiehlt, Oberthal vorerst zu verschonen und Berthe das Urteil sprechen zu lassen. In diesem Moment eilt Mathisen hinzu und berichtet, dass das Belagerungsheer der Wiedertäufer vor Münster in die Flucht geschlagen wurde.
Drittes Bild. Lager der Wiedertäufer
Nach dem fehlgeschlagenen Angriff auf Münster meutern Soldaten des Heeres der Wiedertäufer gegen Jean, beschimpfen ihn als falschen Propheten (« faux prophète ») und verlangen seinen Tod. Jean kann sich jedoch vor ihnen rechtfertigen, weil er diesen Angriff nicht befohlen hatte. Er übernimmt erneut den Oberbefehl über die Wiedertäufer, um Münster endgültig zu erobern.

### Vierter Akt
Erstes Bild. Rathausplatz von Münster
Jean regiert als Eroberer mit harter Hand die Stadt Münster. Die Wiedertäufer nennen ihn den Propheten, während ihn die Bevölkerung fürchtet. In einem Chor « Couchons notre tête » jubeln die Bürger angesichts der Patrouillen der Wiedertäufer: « Vive le Prophète » (Es lebe der Prophet), sagen aber leise zueinander: « À bas le Prophète » (Nieder mit dem Propheten!). Berthe hat sich als Pilger verkleidet und findet Fidès beim Betteln. Diese fand eines Morgens in ihrer Hütte blutdurchtränkte Kleider und glaubt nun, dass der falsche Prophet ihren Sohn getötet hat. Um dieses Unrecht zu rächen, entschließt sich Berthe, den Propheten zu töten.
Zweites Bild. Im Inneren des Doms zu Münster

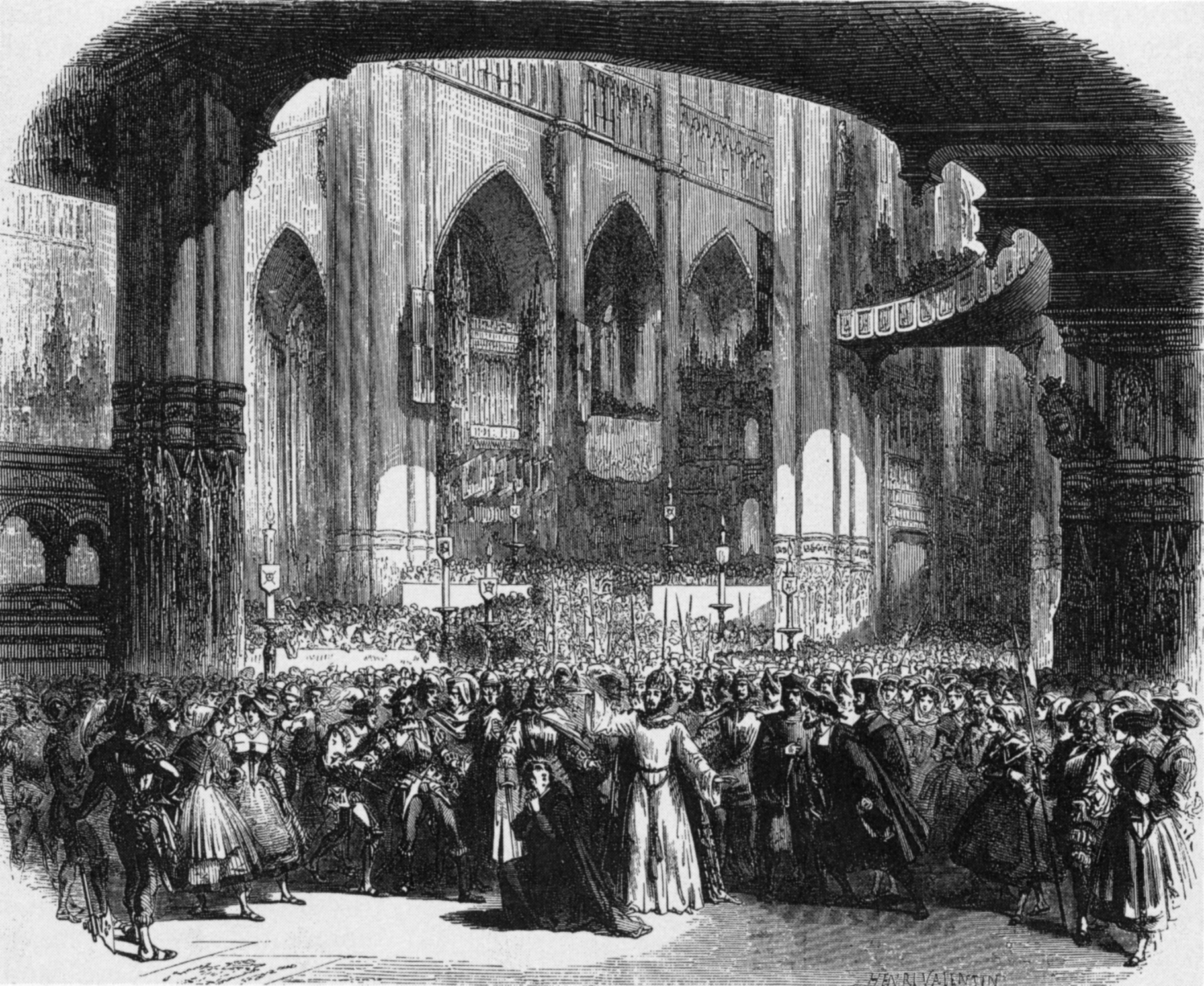
Szenenbild aus dem vierten Akt der Oper, publiziert in der Zeitschrift L’Illustration am 24. April 1849

Zu den Klängen des Krönungsmarsches zieht Jean an der Spitze einer Prozession in den Dom ein, um sich dort zum König krönen zu lassen. Inzwischen wurde von den Wiedertäufern die Legende verbreitet, dass der Prophet Jean eine übernatürliche Herkunft habe, der Erwählte (l’Élu) sei und von keiner Frau geboren wurde. Jean erklärt sich nach der Krönung selbst zu Gottes Sohn (« le fils de Dieu »). Fidès erkennt ihn und ruft aus: « Mon fils ! » (mein Sohn). Mathisen droht Jean, Fidès zu töten, wenn er sich zu ihr bekennt. Als Fidès auf ihrer Aussage beharrt, zweifeln viele der Anwesenden an Jean und nennen ihn einen Betrüger. Daraufhin behauptet Jean, dass Fidès wahnsinnig sei und ihn verwechsle. In einer Rede an das Volk bietet er seinen Tod an, falls er doch der Sohn von Fidès sei. Angesichts der drohend auf Jean gerichteten Dolche gibt sie an, dass Jean nicht ihr Sohn sei. Die Täufer glauben nun, dass Jean ein Wunder bewirkt hat, indem er die Irre vom Wahnsinn geheilt hat, und jubeln ihm zu. Fidès eilt fort, um Berthe vom geplanten Mord abzuhalten.

### Fünfter Akt
Erstes Bild. Kellergewölbe im Stadtpalast zu Münster
Ein Heer Karls V. ist im Anmarsch auf Münster. Der Kaiser hat die Auslieferung Jean de Leydes verlangt und bietet den Wiedertäufern im Gegenzug freies Geleit an. Um Straffreiheit zu erlangen, wollen die Wiedertäufer Jonas, Matthisen und Zacharie den Propheten Jean ausliefern. Fidès wird gefangen hereingeschleppt. Sie beklagt, dass sie von ihrem Sohn verleugnet wurde. Als Jean hinzukommt, begrüßt er sie als seine Mutter. Fidès dagegen sieht in ihm nicht mehr den Sohn, sondern den Tyrannen. Jean erklärt ihr seine Beweggründe, dass er zu den Wiedertäufern ging, um Berthe an allen Edelleuten zu rächen. Fidès bittet ihn zu bereuen. Berthe, mit einer Fackel in der Hand, geht auf eine Steinplatte zu, hinter der Salpeter lagert, um den verhassten Propheten und seine Anhänger in einer Explosion zu vernichten. Beim Anblick Jeans erkennt sie in ihm zunächst nur den verlorenen Bräutigam. Fidès, Berte und Jean machen bereits Pläne, um zu entfliehen, als ein Hauptmann meldet, dass sich Feinde in den Palast geschlichen haben. Erst jetzt erkennt Berthe in Jean den Propheten, verflucht ihn und ersticht sich.
Zweites Bild. Ein großer Saal im Stadtpalast
Bei einem Bankett und Bacchanal mit Tanz jubelt ein Chor seiner Anhänger Jean zu. Während der Feierlichkeiten stürmt Comte d’Oberthal an der Spitze der kaiserlichen Truppen in den Saal, um Jean zu verhaften. Jean ist jedoch auf diese Situation vorbereitet. Er hat den im Gewölbe lagernden Salpeter angezündet, eine Explosion bringt das Schloss zum Einsturz und vernichtet alle Anwesenden. Jean stirbt in den Armen seiner Mutter.

## Musik

### Orchesterbesetzung
Nach der kritischen Ausgabe von Matthias Brzoska ist in der Oper folgende Orchesterbesetzung vorgesehen:
Piccoloflöte, 2 Flöten, 2 Oboen, Englischhorn, 2 Klarinetten, Bassklarinette, 4 Fagotte, 4 Hörner, 2 Pumpventil-Hörner, 4 Trompeten (2. auch Pumpventil-Trompete), 3 Posaunen, Ophikleide, 4 Pauken, Schlagwerk: Große Trommel, Becken, Triangel, Tamtam, Militärtrommel, 4 Harfen, Streicher
Bühnenmusik
- hinter der Szene: Klarinette, 4 Trompeten, 4 Militärtrompeten, Orgel (4-händig);
- auf der Szene: 2 kleine Kornette in Es, 4 Altkornette in Es, 2 Drehventilhörner oder Pumpventilhörner, 2 Drehventiltrompeten oder Trompeten, 4 Tenorhörner oder Drehventilhörner oder Pumpventilhörner, 2 Barytonhörner oder Posaunen, 4 Basstuben oder Ophikleiden, 2 Kontrabasstuben oder Bombardons, 4 Militärtrommeln, Glöckchen in A, Klangstein, Klapper.

### Details
Bei dem Choral „Ad nos, ad salutarem undam“, der besonders im ersten Akt als Charakterisierung der Täufer dient, verwendete Meyerbeer keinen überlieferten Choral, sondern komponierte auf einen eigens erstellten lateinischen Text des Librettisten Scribe eine Melodie „im Stile frühprotestantischer Kirchenlieder“. Der einer Litanei ähnelnde Choral erhält durch die begleitenden tiefen Blasinstrumente (Fagotte, Hörner, Ophikleide) einen „düster-unheimlichen Charakter“ und steigert sich bis ins Bedrohliche.

## Werkgeschichte

### Entstehung

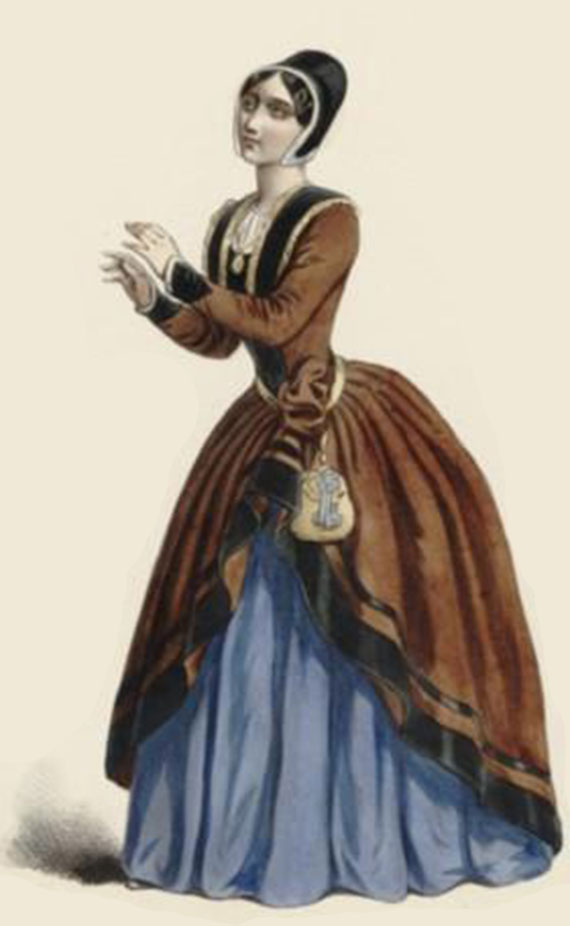
Pauline Viardot als Fidès in der Uraufführungsproduktion

Nachdem Meyerbeer mit seinen französischen Opern Robert le diable (1831) und Les Huguenots (1836) das Genre der Grand opéra geprägt hatte, wurde er schnell auch außerhalb Frankreichs bekannt. Bereits 1836 plante er eine weitere Große Oper und suchte nach einem geeigneten Stoff. Schließlich entschied er sich für die Afrikanerin und den Propheten. Zunächst begann Meyerbeer mit der Komposition der Afrikanerin, gab das Projekt aber auf, nachdem Marie-Cornélie Falcon, die für die Titelrolle vorgesehen war, die Stimme verloren hatte. Spätestens seit dem 25. März 1841 beschäftigte er sich stattdessen mit der Komposition des Propheten, was aus dem Autograph hervorgeht. Die Komposition verzögerte sich jedoch wegen Streitereien über die Besetzung. Erst am 1. Juli 1847 kam es unter den neuen Operndirektoren Nestor Roqueplan und Edmond Duponchel zu einer Einigung. Das für Meyerbeer wichtigste Ergebnis war, dass Pauline Viardot-García die Rolle der Fidès übernehmen sollte. Daraufhin revidierte und erweiterte Meyerbeer ihre Partie. Am 12. Dezember 1848 traf Meyerbeer schließlich mit der vollständigen Partitur in Paris ein, und nach umfangreichen Kopierarbeiten begannen die Proben.
Diese Einstudierung von Meyerbeers dritter Großen Oper wurde aufmerksam von der Presse verfolgt und kommentiert.
Meyerbeer überarbeitete die Partitur mehrfach während der Proben, ebenso, wie er verschiedene Kürzungen vornahm. Trotzdem galt die Oper noch immer als zu lang, so dass Meyerbeer nach der Probe am 1. April 1849 resignierend feststellte: „Generalprobe von allen 5 Akten. Sie dauerte mit den Entreakten, welche 1 Stunde 20 Minuten währten, von 1/2 8 bis 1 Uhr, also 4 Stunden 16 Minuten Musik. Ich muß also 40 Minuten Musik wenigstens schneiden: eine harte und schwierige Aufgabe.“
Nachdem man ihm bereits am 22. März 1849 geraten hatte, die Ouvertüre zu kürzen, da sie nicht den gewünschten Effekt erzielte, wurde sie neben weiteren Teilen ganz gestrichen und Meyerbeer ersetzte sie durch ein kurzes Orchestervorspiel.
Nach der erfolgreichen Uraufführung des Propheten in Paris brachte Meyerbeer in einem Konzert am 25. April 1849 einige gestrichene Werkteile, darunter den sogenannten Chœur des mères (Chor der Mütter) zur Uraufführung, nicht aber die entfallene Ouvertüre. Diese eher sinfonisch geprägte Ouvertüre, die aus 600 Takten besteht, wurde tatsächlich erst nach Wiederauffinden von Meyerbeers Originalpartitur in der Pariser Nationalbibliothek in den 1990er Jahren am 27. November 1998 von den Bochumer Symphonikern unter Steven Sloane uraufgeführt.

### Rezeption
Nach der triumphalen Uraufführung des Propheten in Paris erfolgte wenige Wochen später die Londoner Erstaufführung, bevor das Werk im Laufe des 19. Jahrhunderts von allen Opernhäusern der Erde nachgespielt wurde.
Selbst Richard Wagner zeigte sich nach dem Besuch einer Aufführung des Propheten beeindruckt und schrieb in einem Brief vom 13. März 1850 an Theodor Uhlig: „In dieser Zeit sah ich denn auch zum ersten Male den Propheten – den Propheten der neuen Welt: ich fühlte mich glücklich und erhoben, ließ alle wühlerischen Pläne fahren, die mir so gottlos erschienen […] Kommt das Genie und wirft uns in andere Bahnen, so folgt ein Begeisterter gern überall hin, selbst wenn er sich unfähig fühlt, in diesen Bahnen etwas leisten zu können.“
Unter dem antisemitischen Einfluss Uhligs änderte er jedoch noch im selben Jahr seine Meinung, was sich bereits in seinem Aufsatz Das Judentum in der Musik zeigte. In seiner Autobiographie Mein Leben behauptete Wagner schließlich, im Gegensatz zu seinem damaligen Eindruck: „Mir ward übel von dieser Aufführung […] Nie vermochte ich je wieder diesem Werke die geringste Beachtung zu schenken.“
Unter dem Eindruck der Oper schrieb Franz Liszt 1850 eine Phantasie und Fuge für Orgel über den Choral der Täufer Ad nos, ad salutarem undam.
Eine kritische Edition der Oper unter Einbeziehung aller gestrichenen Teile erschien 1997 unter maßgeblicher Beteiligung des Musikwissenschaftlers Matthias Brzoska. Diese Edition lag den Aufführungen an der Wiener Staatsoper 1998 und einer Wiederaufführung in Münster (Westfalen) 2004 zugrunde.
Im Mai 2007 fand an der Folkwang Hochschule ein internationales Symposion zur Oper Le Prophète statt.
Heimito von Doderer benutzt in seinem grotesken Roman Die Merowinger oder Die totale Familie den Krönungsmarsch zur akustischen Begleitung einer absurden Wuttherapie.

## Diskographie
- Gesamtaufnahme mit Marilyn Horne (Fidès), Nicolai Gedda (Jean de Leyde), Margherita Rinaldi (Berthe), Alfredo Giacomotti (Comte d’Oberthal), Robert Amis El Hage (Zacharie), Chor und Orchestra Sinfonica Nazionale della RAI Torino unter Henry Lewis, Turin 1970, Live-Mitschnitt, wiederveröffentlicht als CD bei verschiedenen Labels
- Gesamtaufnahme mit Marilyn Horne (Fidès); James McCracken (Jean de Leyde), Renata Scotto (Berthe), Jules Bastin (Comte d’Oberthal), Jerome Hines (Zacharie), Christian du Plessis (Mathisen), Jean Dupouy (Jonas); Ambrosian Opera Chorus, Knabenchor der Haberdashers' Askes' School Elstree, Royal Philharmonic Orchestra unter Henry Lewis. CBS 1976, Wiederveröffentlichung als CD Sony M3K 79400